# Cordia sprucei
Cordia sprucei är en strävbladig växtart som beskrevs av Carl Christian Mez. Cordia sprucei ingår i släktet Cordia, och familjen strävbladiga växter. Inga underarter finns listade i Catalogue of Life.